# André Sainte-Laguë

Graph

André Sainte-Laguë ([ɑ̃ˈdʀe sɛ̃tlaˈɡy]; * 20. April 1882 in Saint-Martin-Curton; † 18. Januar 1950) war ein französischer Mathematiker und Professor der Mathematik am Conservatoire National des Arts et Métiers in Paris. Er war ein Pionier der Graphentheorie. Sein Nachlass wurde dem International Institute of Social History vermacht.

## Leben
Sainte-Laguë studierte an der École normale supérieure (ENS). Er war danach Lehrer in der Provinz und in Paris. Im Ersten Weltkrieg wurde er dreimal verwundet (er erhielt das Croix de guerre) und arbeitete 1917 bis 1919 im Labor der ENS an Fragen der Ballistik und davon inspiriert des Vogelflugs. Er ist möglicherweise das eigentliche Vorbild des Mythos des Wissenschaftlers, der gezeigt haben sollte, dass Hummeln nicht fliegen können. Sainte-Laguë zeigte das in einer Überschlagsrechnung unter Annahme flacher, glatter Tragflügel, wusste aber selbst, dass seine Annahmen nicht zutreffen konnten.
Nach dem Ersten Weltkrieg war er wieder Gymnasiallehrer in Paris und nebenbei Maitre de Conferences am Conservatoire National des Arts et Métiers, wo er 1938 Professor für Angewandte Mathematik wurde und sich der Ingenieursausbildung widmete. Er organisierte auch die Mathematik-Abteilung des Museums Palais de la découverte.
Er war aktives Gewerkschaftsmitglied bei der Confédération des travailleurs intellectuels, deren Präsident er 1929 war. Im Zweiten Weltkrieg war er in der Résistance und zeitweise in Haft. Er erhielt die Medaille der Résistance und war Offizier der Ehrenlegion. Er war im Rat (Conseil général) der Banque de France.
Er schrieb 1926 noch vor Dénes Kőnig das erste Buch über Graphentheorie (Les réseaux (ou graphes)). Er verfasste auch mehrere populärwissenschaftliche Bücher.
Nach ihm ist ein Sitzzuteilungsverfahren benannt, das Sainte-Laguë-Verfahren, das er 1910 publizierte.

## Schriften
- Les réseaux (ou graphes). Gauthier-Villars, Paris 1926
- Géométrie de situation et jeux. Gauthier-Villars, Paris 1929
- Avec des nombres et des lignes. Vuiberg, Paris 1937
- Du connu à l’inconnu. Gallimard, Paris 1941
- Le monde des formes. Fayard, Paris 1948
- De l’homme au robot. Fayard, Paris 1953
- L’utilisation pratique des mathématiques. Eyrolles, Paris 1949